# Michelle Coote
Michelle Louise Coote, és una química australiana. Ha publicat extensament en els camps de química de polímers, química de radicals i química computacional. És membre del Consell d'Investigació Australià (ARC), membre de la Royal Society of Chemistry (FRSC) i membre de l'Acadèmia Australiana de Ciències (FAA).
Coote és professora de química a la Facultat de Ciències Físiques i Matemàtiques de la Universitat Nacional Australiana (ANU). És membre del Centre ARC d'Excel·lència per a la Ciència dels Electromaterials, i va ser investigadora principal al Centre ARC d'Excel·lència per a Química de Radicals Lliures i Biotecnologia.

## Educació
La professora Michelle Coote va completar un B.Sc. (Hons) en Química Industrial a la Universitat de Nova Gal·les del Sud el 1995. Durant la seva llicenciatura va passar 15 mesos treballant en la indústria química, «però em va fer adonar-me'n que el meu interès real era uLa professora Michelle Coote va completar un B.Sc. (Hons) en Química Industrial a la Universitat de Nova Gal·les del Sud el 1995. Durant la seva llicenciatura va passar 15 mesos treballant en la indústria química, «però em va fer adonar-me'n que el meu interès real era una carrera en investigació química pura. Així que, vaig tornar a la universitat i vaig acabar de graduar-me el 1995 amb la medalla universitària».
Graduada el 2000 amb un doctorat en química de polímers de la UNSW, Coote va obtenir importants premis, entre ells la Medalla Cornforth del Royal Australian Chemical Institute (RACI) i el premi per a joves científics de la Unió Internacional de Química Pura i Aplicada (IUPAC) per a la seva tesi doctoral The origin of the penultimate unit effect in free-radical copolymerisation. Coote va deixar Austràlia per a Gran Bretanya al setembre de 1999 per assumir un rol d'investigació postdoctoral en física de polímers centrant-se en la reflectància de neutrons dintre del Centre d'Investigació Interdisciplinari de Polímers, a la Universitat de Durham.

## Carrera acadèmica a Austràlia
Coote va regressar a Austràlia el 2001 i es va unir a l'Escola d'Investigació de Química de la Universitat Nacional d'Austràlia com a becari postdoctoral amb Leo Radom. Va ser durant aquest temps que va començar a construir una reputació en química computacional, i va establir un grup d'investigació independent sobre disseny químic assistit per ordinador a ANU el 2004.
Amb una beca ARC Future el 2010, Coote es va centrar en un enfocament experimental guiat per ordinador per comprendre i controlar l'estereoquímica de la polimerització per radicals lliures. De llavors ençà, Coote ha rebut diverses subvencions de l'Australian Research Council, inclosa la prestigiosa Georgina Sweet Australian Laureate Fellowship el 2017. Avui dia, els seus interessos de recerca abasten diverses àrees de la química fonamental i aplicada: estereocontrol en la polimerització per radicals lliures, degradació i estabilització del polímer, estabilitat dels radicals i, més recentment, efectes del camp elèctric sobre la reactivitat química.
Coote es va convertir en la primera professora de química a ANU el 2011.

## Premis i reconeixements
Coote va rebre nombrosos premis, entre els quals s'inclouen la Medalla Rennie Memorial (2006), el Premi a la Ciència i la Tecnologia de David Sangster Polymer (2011) i la Medalla HG Smith (2016) del Royal Australian Chemical Institute. El Premi Le Fevre Memorial d' Austràlia. Academy of Science (2010), i la Medalla Pople de l'Associació Àsia-Pacífic de Química Teòrica i Computacional (2015). També va ser nomenada la professora Schleyer el 2019, convertint-se en la primera dona i la segona australiana des de la sèrie a partir de 2001.
Coote va ser escollida membre de la Royal Society of Chemistry al març de 2013. I membre de l'Acadèmia Australiana de Ciències el 2014 per desenvolupar i aplicar una química computacional precisa per modelar els processos de polimerització radical. Va fer la seva presentació de Nous Fellows al juliol de 2014.
Va ser reconeguda per ANU el 2012 com a part de les celebracions del Dia Internacional de la Dona pels seus èxits com a model a imitar com la primera professora de química a ANU i per inspirar, orientar i motivar estudiants de pregrau i postgrau en ciències.
Al desembre de 2016, va ser nomenada com la primera editora associada australiana de la principal revista de química, Journal of the American Chemical Society.